# طلاق خلع و مبارات
خُلع و مُبارات دو نوع طلاق توافقی در فقه و حقوق اسلامی است که در آن زن با واگذاری مالی به شوهر از وی طلاق می‌گیرد. این طلاق مربوط به زمانی است که زن از شوهر به قدری تنفر پیدا کرده باشد که حاضر شود با پرداخت پول از قید همسری وی رها شود. این مال ممکن است مهریه زن یا معادل آن باشد، به همین جهت در فرهنگ عامه از عبارت «مهرم حلال و جانم آزاد» در اشاره به این نوع طلاق استفاده می‌کنند.
مالی که در طلاق مبارات به شوهر پرداخت می‌شود عِوَض یا فدیه نامیده می‌شود. این طلاق از نوع طلاق بائن است یعنی شوهر حق رجوع ندارد، مگر آنکه زن پشیمان گشته و مال خود را پس بگیرد. زن در مدت عده حق رجوع به عوض را دارد که اصطلاحاً به آن ((رجوع به مابذل)) گفته می‌شود و در صورت این کار طلاق بائن به طلاق رجعی تبدیل خواهد شد.
شوهر نمیتواند زن رو مجبور به طلاق خلع نماید ولی اگر زن تمکین نکند مرد میتواند با تحت فشار قراردادن وی با طرح دعاوی مانند الزام به تمکین و تجویز ازدواج مجدد و عدم اجرای صیغه طلاق زن را مجاب به بذل مهریه و طلاق خلع و مبارات نماید

## طلاق خلع
خُلع از ریشه از خَلع به معنی کندن و درآوردن است. در طلاق خلع شوهر خالع و زن مُختَلَعه نامیده می‌شود. مالی که زن به شوهر می‌دهد ممکن است مهریه، معادل مهریه یا مبلغی کمتر یا بیشتر از آن باشد.
ماده ۱۱۴۶ قانون مدنی ایران طلاق خلع را اینچنین تعریف کرده‌است:
طلاق خلع آن است که زن به واسطهٔ کراهتی که از شوهر دارد، در مقابل مالی که به شوهر می‌دهد، طلاق بگیرد، اعم از اینکه مال مزبور عین مهر یا معادل آن یا بیشتر یا کمتر از مهر باشد.

## مصادیق طلاق خلع
- زندگی جداگانه زوجین
- گذشت زوجه از حقوق قانونی
- کراهت شدید زوجه از زوج
- تنبیه بدنی زوجه

## طلاق مبارات
مُبارات به معنی بیزار شدن از یکدیگر است. تفاوت این طلاق با طلاق خلع این است که در مبارات تنفر زن و شوهر دوجانبه است، از همین رو عوض طلاق نمی‌تواند از مهریه بیشتر باشد. در این نوع طلاق زوجین باید بر سر تمام موضوعات از جمله حضانت فرزند، مهریه، جهیزیه و… توافق کنند. در غیر این صورت دادگاه در مورد آنها تصمیم‌گیری خواهد کرد.